# Trachyaphthona indica
Trachyaphthona indica es una especie de insecto coleóptero de la familia Chrysomelidae.
Fue descrita científicamente en 2003 por Doeberl.